# 李光祖 (萬曆乙未進士)
李光祖（？—？），字繩伯，号奎垣，江西南昌府南昌縣人。

## 生平
八月十四日生，治诗经。萬曆二十二年甲午科鄉試第十二名舉人，二十三年（1595年）乙未科會試第九名，廷試三甲第五十五名進士。大理寺觀政，本年六月授應天府溧陽縣知縣。在任八年，政績卓著。擢南京吏部主事，卒於官。

## 家族
曾祖李凯。祖父李時望。父李愈。母熊氏。慈侍下。从兄李衷（光禄寺寺丞）、李袠（順天经魁）。
娶张氏，继娶唐氏。子李應忠。